# Zhang Zhong
Zhang Zhong (chin. upr. 章钟, chin. trad. 章鍾, pinyin Zhāng Zhōng; ur. 5 września 1978 w Chongqing) – chiński szachista, reprezentant Singapuru od 2007, arcymistrz od 1998 roku.

## kariera szachowa
W latach 1996 i 1998 dwukrotnie zdobył tytuły wicemistrza świata juniorów do lat 20, w 2000 zdobył srebrny medal indywidualnych mistrzostw Azji, natomiast w 2001 i 2003 triumfował w indywidualnych mistrzostwach Chin. Na mistrzostwach świata FIDE w 2001 roku w Moskwie awansował do III rundy, w której przegrał z Weselinem Topałowem. W 2002 zdobył w Ułan Bator tytuł akademickiego mistrza świata. W 2003 podzielił (wspólnie z Xu Junem) I miejsce w Szanghaju oraz zwyciężył w grupie B turnieju Corus w Wijk aan Zee. Dzięki temu wynikowi zakwalifikował się do elitarnego turnieju czołówki światowej w Wijk aan Zee w 2004 roku, który ukończył na XII miejscu. W tym samym roku po raz drugi wystąpił w mistrzostwach świata systemem pucharowym, w I rundzie przegrywając z Rafaelem Leitao. W 2005 zdobył tytuł indywidualnego mistrza Azji oraz wystąpił w Pucharze Świata, w II rundzie przegrywając z Ivanem Sokolovem. Kolejne sukcesy odniósł w roku 2007, dzieląc I miejsca na Filipinach (wspólnie z Wang Yue i Ni Hua) oraz w Singapurze (wspólnie z Zurabem Azmaiparaszwilim). W 2008 podzielił I m. (wspólnie z Zhao Zong-Yuanem, Surya Gangulym i Gawainem Jonesem) w Sydney.
Wielokrotnie reprezentował Chiny i Singapur w turniejach drużynowych, m.in.:
- ośmiokrotnie na olimpiadach szachowych (w latach 1996, 1998, 2002, 2004, 2006, 2010, 2012, 2014); medalista: wspólnie z drużyną – srebrny (2006)[9],
- na drużynowych mistrzostwach świata (w roku 2005); dwukrotny medalista: wspólnie z drużyną – srebrny (2005) oraz indywidualnie – srebrny (2005 – na IV szachownicy)[10],
- czterokrotnie na drużynowych mistrzostwach Azji (w latach 1995, 1999, 2003, 2012); czterokrotny medalista: wspólnie z drużyną – złoty (2003) i srebrny (1995) oraz indywidualnie – złoty (1995 – na VI szachownicy) i brązowy (1999 – na III szachownicy)[11].

Najwyższy ranking w dotychczasowej karierze osiągnął 1 lipca 2001, z wynikiem 2667 punktów zajmował wówczas 27. miejsce na światowej liście FIDE, jednocześnie zajmując 2. miejsce (za Ye Jiangchuanem wśród chińskich szachistów).

## Życie prywatne
Żoną Zhang Zhonga jest arcymistrzyni Li Ruofan, indywidualna mistrzyni Azji z 2001 roku.